# Жерар дьо Стрьом
Жерар дьо Стрьом или Жерар д’Естрьо (Gérard de Strøm, Gérard d'Estreungt) е френски рицар, участник в Четвъртия кръстоносен поход и втори херцог на херцогство Филипопол (1208 – 1229).
Жерар дьо Стрьом е барон от Фландрия, роден в град Естренг (френски: Étrœungt).област Валансиен. Дьо Стрьом е роднина на херцог Рение дьо Три и приближен на Хенрих Фландърски, брат на император Балдуин I. Участва заедно с тях в битката при Пловдив на 31.07.1208 г. срещу войските на цар Борил в която кръстоноците побеждават българите. За своята храброст е ръкоположен като херцог на Филипопол и наследник на Рение дьо Три. Херцог дьо Стрьом резидира в замъка Естанемак. През 1211 г. цар Борил подновява войната с латинците и подкрепян от севастократор Стрез напада Солунското кралство. Обединдните войски на кръстоносците под ръководството на Йосташ Фландърски, дьо Стрьом и деспот Алексий Слав нанасят тежко поражение на Стрез и Борил край Битоля. През 1223/24 г. херцога води преговори за преминаване на владенията му под сюзеренитета на Венеция. Жерар дьо Стрьом управлявал Филипополското херцогство до 1229 г., когато е наследен от Жан дьо Бриен.

## Семейство
- Дрю дьо Стрьом (Dreux d'Estreungt) е родственик на Жерар дьо Стрьом. Той също е участник в Четвъртия кръстоносен поход, като васал на Жак II д’Авен, владетел на Негропонте. Загива през 1205г. при обсадата на Акрокоринт от войските на Бонифаций Монфератски.